# عرفان علي عبد العزيز
عرفان علي عبد العزيز (12 ديسمبر 1964) هو سياسي كردي في كردستان العراق، والزعيم الحالي للحركة الإسلامية.

## حياته
ولد في 12 ديسمبر 1964 في محافظة حلبجة لعائلة دينية معروفة، التحق بالمدرسة الابتدائية في حلبجة، ثم التحق بالمعهد الإسلامي في حلبجة برئاسة عمه عثمان عبد العزيز، وفي أواخر السبعينيات وأوائل الثمانينيات شارك في المظاهرات المناهضة لحزب البعث لكنه طرد من المدرسة. بشبهة نشاطاته السياسية والإسلامية وخلافات مع اتحاد طلاب حزب البعث، عاد إلى حلبجة مع عمه عثمان عبد العزيز أول زعيم للحركة الإسلامية ووالده علي عبد العزيز، وفي عام 1987 نزح إلى كردستان إيران والجبال الحدودية مع مجموعة من العلماء وأبناء حلبجة، وبعد تأسيس الحركة الإسلامية كان عضوًا في المكتب العسكري للحركة حتى عام 1990، ثم أكمل دراسته في قسم العلوم السياسية من جامعة طهران، ثم درس الشريعة في كلية الشريعة وتخرج منها عام 1994، ثم بدأ دراسة العلاقات الدولية، وعاد إلى جنوب كردستان عام 1996 وعمل مستشارًا لعمه عثمان عبد العزيز الذي كان آنذاك زعيم الحركة الإسلامية. ثم أصبح رئيساً لمركز البحوث السياسية والاستراتيجية للحركة الإسلامية، وأصدر مجلة فكرية وسياسية موسمية تسمى بوار في عام 2003، وبعد سقوط نظام البعث وإعلان الحرب على الإرهاب غادر جنوب كردستان ولم يعد حتى عام 2007، وانتخب زعيما للحركة الإسلامية في مؤتمرها العاشر في  في 28 يوليو 2016 ، بعد المؤتمر الحادي عشر للحزب ، أعيد انتخابه كزعيم للحركة الإسلامية ، وفي 5 فبراير 2022 ، بعد المؤتمر الثاني عشر ، أعيد انتخابه كزعيم للحركة الاسلامية للمرة الثالثة.